# Pioneer Pictures
Pioneer Pictures, Inc. var et filmselskab i Hollywood, mest kendt for sit tidlige forpligtelse til at lave farvefilm.
Pioneer var i begyndelse tilknyttet RKO Pictures, hvis produktionsfaciliteter i Culver City i Californien blev brugt af Pioneer, og som distribuerede Pioneers film.
Pioneer fusionerede senere med Selznick International Pictures.

## Historie
Sleskabet blev grundlagt i 1933 af investor John Hay Whitney, som ville ind i filmbranchen, og hans fætter Cornelius Vanderbilt Whitney, på opfordring fra RKO-chefen Merian C. Cooper, en entusiast af den nyligt forbedrede Technicolor-proces nr. 4 i fuld farve, introduceret i 1932.
Processen var indtil da kun blevet brugt i Walt Disney-tegnefilm. Technicolor, Inc. havde opereret med tab i 1931 til 1933, og servicerede mest sine gamle kontrakter for sit to-komponents farvesystem, og havde hårdt brug for et studie der kunne flytte tre-komponentsprocessen til spillefilmproduktion.
Selvom der ikke var nogen formel forbindelse mellem Technicolor og Pioneer, investerede Whitney i aktie- og aktieoptioner, der anslås til 15 procent af Technicolor.
Pioneer annoncerede at dets første farvefilm skulle være Pompejis sidste Dage
men den endte med at blive filmet af RKO i sort og hvid. Andre ikke realiserede farvefilmsprojekter var filmatiseringer af romanerne De tre musketerer og Green Mansions.
I stedet udpegede Pioneer den musikalske kortfilm La Cucaracha fra 1934, til at vise deres brug af Technicolor. Kortfilmen vandt en Oscar for bedste kortfilm, komedie for den i 1935.
I slutningen af 1934 indgik Pioneer kontrakt med Technicolor om at lave ni spillefilm i fuldfarveprocessen, og hyrede RKOs Merian C. Cooper til at være selskabets underdirektør med ansvaret for produktion.
Becky Sharp, en filmatisering af Thackerays roman Vanity Fair, blev den første spillefilm i fuldfarve efterfulgt af Den dansende Pirat i 1936.
Helen Gahagan blev den første skuespiller under en flerfilmskontrakt med Pioneer Pictures,
mens John Ford blev engageret i at instruere flere farveproduktioner startende med The Custer Life.
Ingen af dem kom faktisk til at lave film for Pioneer.
Whitney'erne blev grundlæggende investorer i det nyoprettede Selznick International Pictures i 1935, og Pioneer Pictures blev uformelt fusioneret med det det følgende år,
efter at Pioneer afsluttede sine forpligtelser over for RKO.
Kontrakter med John Ford og George Cukor blev overflyttet.
Selznick International, der også brugte RKOs studio, fortsatte Pioneers forpligtelse til at producere spillefilm i Technicolor. To Selznick farveproduktioner, Hollywood bag kulisserne og En pige på sjov, var faktisk ophavsretligt beskyttet af Pioneer Pictures.
Selznick International Pictures blev opløst af ejerne i 1940–1943. John Hay Whitney solgte derefter Becky Sharp, Den dansende pirat, Hollywood bag kulisserne og En pige på sjov til distributionsselskabet Film Classics, Inc.
Film Classics blev erhvervet af Cinecolor Corporation i 1947, et selskab der specialiserede sig i to-komponent farveproces.